# حبس حقوق
حبس حقوق یعنی اگر کسی حقی بر ذمه دیگری داشته باشد و حقش را مطالبه کند و آن شخص هم بتواند، ولی ادای حق نکند.
این عمل در اسلام جز گناه کبیره است.
از جعفر صادق در این زمینه روایت است که:
کسی که حق مؤمنی را حبس کند و به او نرساند، خداوند روز قیامت او را روی دو پایش، پانصد سال نگه می‌دارد تا اینکه از او عرقش یا خونش جاری می‌شود و نداکننده‌ای از طرف خداوند ندا می‌کند، این شخص ستمکاری است که حق خداوند را حبس نموده‌است. پس از آن، چهل روز سرزنش کرده می‌شود. پس امر می‌شود او را به آتش افکند.